# Радауци (Ботошани)
Радауци (рум. Rădăuţi) насеље је у Румунији у округу Ботошани. Oпштина се налази на надморској висини од 119 m.

## Становништво
Према подацима из 2011. године у насељу је живело 3945 становника.